# Whipsnade Zoo

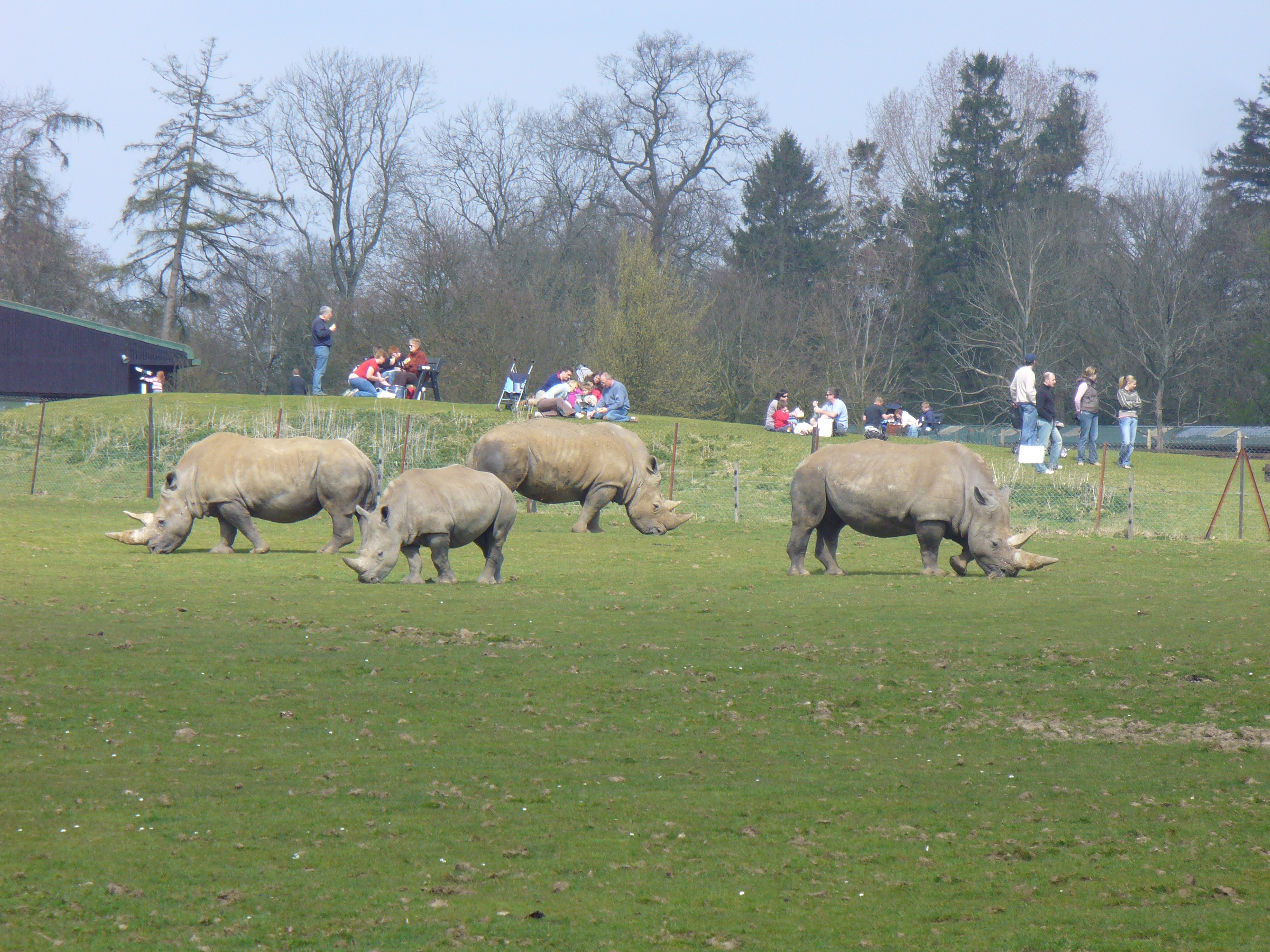
Breitmaulnashörner in einer der großzügigen Freianlagen des Zoos

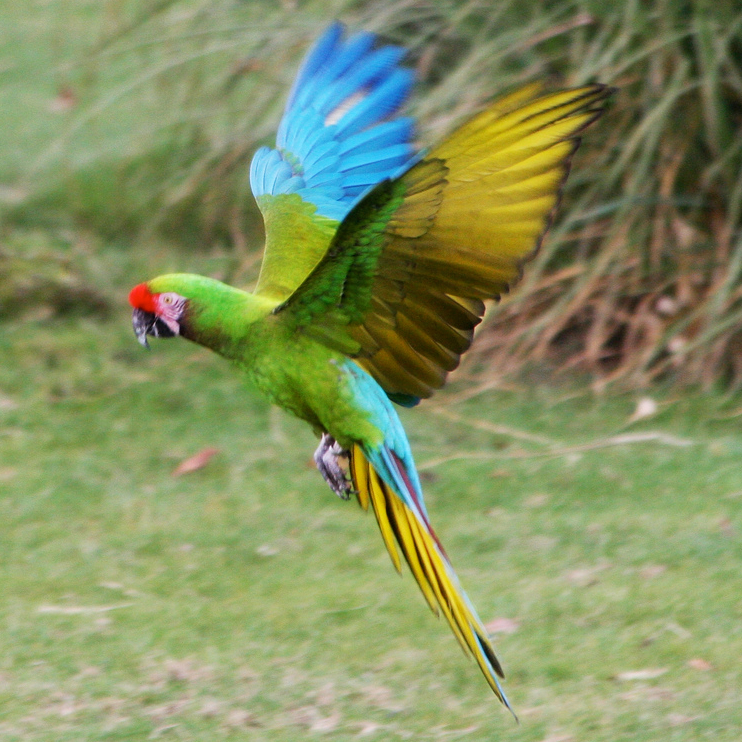
Soldatenara

ZSL Whipsnade Zoo ist ein Zoo bei Whipsnade nahe Dunstable in Bedfordshire, England. Der Zoo trug ursprünglich den Namen Whipsnade Park Zoo, ab 1988 Whipsnade Wild Animal Park und wurde im März 2007 in ZSL Whipsnade Zoo umbenannt. Er ist in Besitz der Zoological Society of London (ZSL), einer gemeinnützigen Organisation, die sich dem Erhalt von Tieren und ihren Lebensräumen widmet.
Der Zoo ist 2,4 Quadratkilometer groß und damit einer der größten europäischen Zoos. Aufgrund der Größe ist es erlaubt, mit Autos zwischen den einzelnen Tiergehegen zu fahren. Der Zoo bietet außerdem einen Busservice sowie eine Schmalspurbahn an. Im Zoo werden mehr als 6000 Tiere gehalten, von denen mehrere in freier Wildbahn gefährdet sind. Die Mehrzahl der Tiere wird in großen Gehegen gehalten. Einige wie Pfauen, Wallabys und Maras dürfen im Park frei umherlaufen.
Die Zoologische Gesellschaft, die Besitzer des Zoos ist, wurde 1826 von Stamford Raffles gegründet. 100 Jahre später wurde der damalige Vorsitzende der Gesellschaft, Sir Peter Chalmers Mitchell, durch einen Besuch im Bronx Zoological Park angeregt, Ähnliches in Großbritannien zu gründen. Zu diesem Zweck wurde die Hall Farm, eine aufgegebene Farm 30 Meilen nördlich von London, von der Zoologischen Gesellschaft gekauft. Seit 1931 kann der Zoo besucht werden. 2019 wurde der Whipsnade Zoo von rund 649.000 Personen besucht. 2024 betrug die Besucherzahl etwa 892.000 Personen.